# Gilardo Gilardi

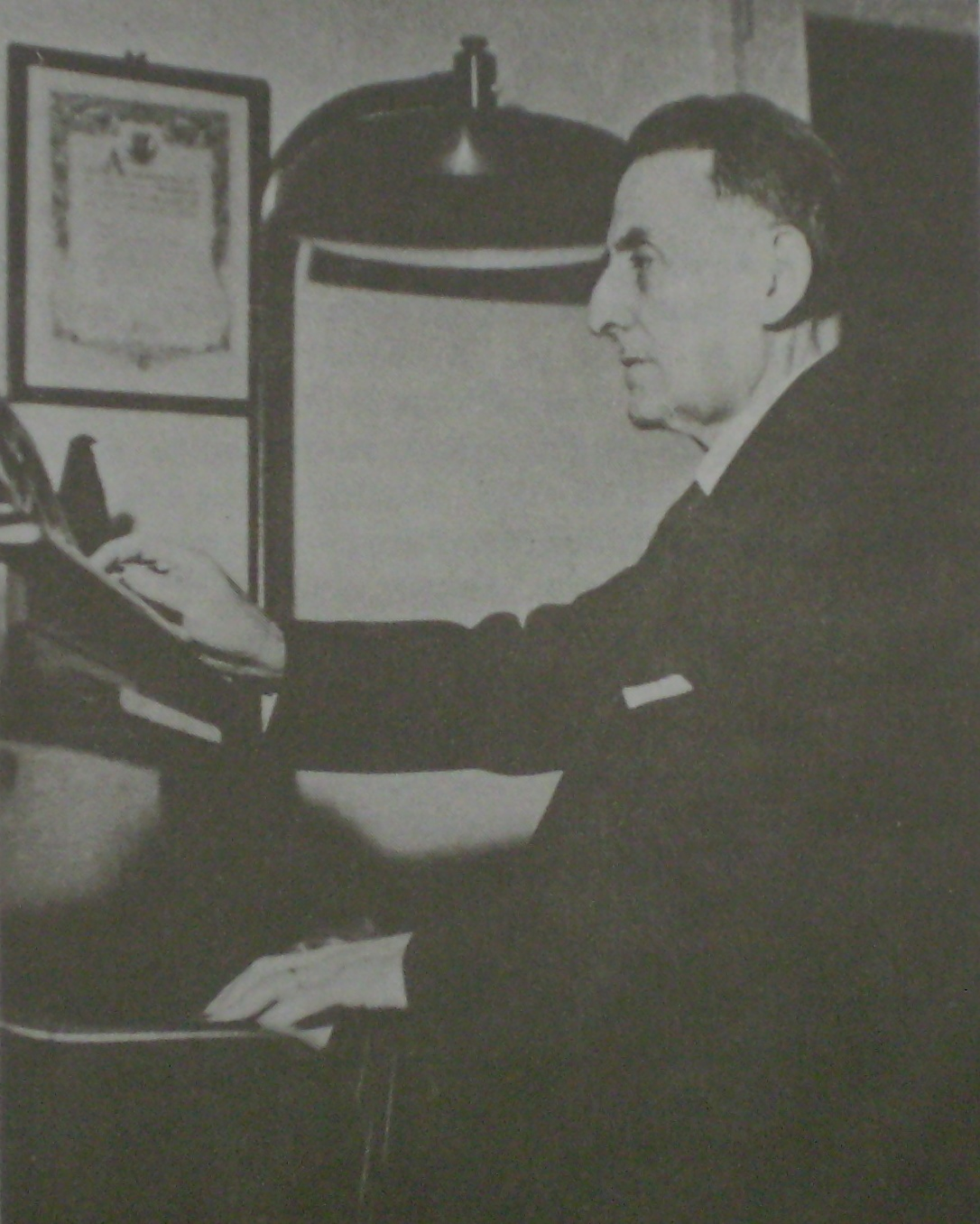
Gilardo Gilardi

Gilardo Gilardi (* 25. Mai 1889 in San Fernando/Buenos Aires; † 16. Januar 1963 in Buenos Aires) war ein argentinischer Komponist und Musikpädagoge.

## Leben und Wirken
Nach erstem Unterricht bei seinem Vater studierte Gilardi bei Arturo Berutti in Buenos Aires. Seine erste Oper Ilse wurde 1923 im Teatro Colón in Buenos Aires uraufgeführt. 1929 gehörte er neben Juan José und José María Castro, Juan Carlos Paz und Jacobo Ficher zu den Gründern der Grupo Renovación, einer Vereinigung, die sich der Förderung der avantgardistischen Musik in Argentinien widmete. 1939 erhielt er für die sinfonische Dichtung Gaucho con botas nuevas einen Nationalpreis.
Gilardi unterrichtete an der Universidad Nacional de La Plata und verfasste einen Curso elemental de armonía. Nach seinem Tode wurde das Konservatorium von La Plata nach ihm benannt.

## Werke
- Ilse, Oper nach einem Libretto von Cosimo Giogeri Contri, 1919, UA 13. Juli 1923
- La leyenda del urutaú, Oper nach einem Libretto von José Oliva Nogueira, 1929, UA 25. Oktober 1934
- Primera serie argentina
- Evocación quechua
- Réquiem, 1933
- Misa de Gloria, 1936
- Gaucho con botas nuevas, sinfonische Dichtung, 1938
- Ollantay, Bühnenmusik zu dem Stück von Ricardo Rojas, 1939
- Sonata para violín y piano
- Canciones para canto y piano
- Sonata popular argentina para violín y piano

| Personendaten    | Personendaten                              |
| ---------------- | ------------------------------------------ |
| NAME             | Gilardi, Gilardo                           |
| KURZBESCHREIBUNG | argentinischer Komponist und Musikpädagoge |
| GEBURTSDATUM     | 25. Mai 1889                               |
| GEBURTSORT       | San Fernando                               |
| STERBEDATUM      | 16. Januar 1963                            |
| STERBEORT        | Buenos Aires                               |